# Rotacional

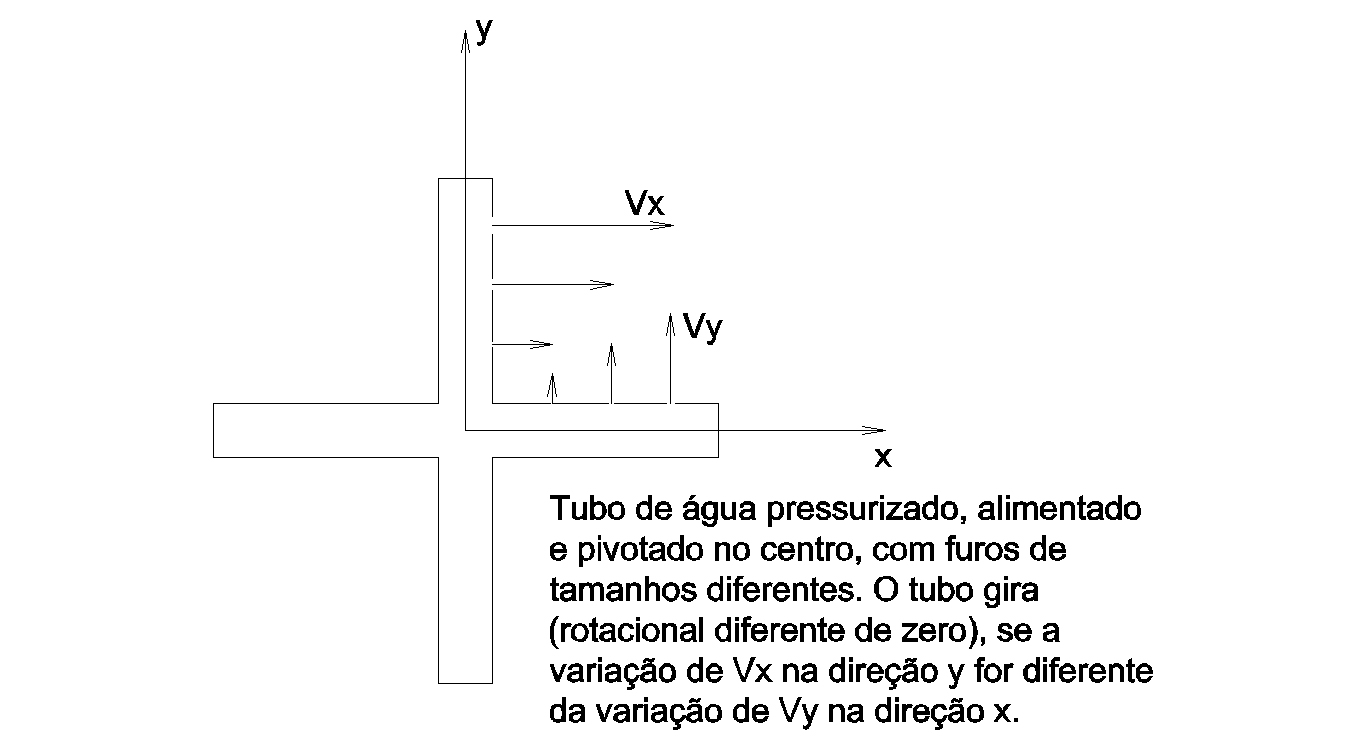
Representação esquemática de um tubo de água ilustrando a noção de rotacional

Em cálculo vetorial, rotacional é um operador que calcula, em uma superfície infinitesimal, o quanto os vetores de um campo vetorial se afastam ou se aproximam de um vetor normal a esta superfície. Assim, o rotacional corresponde a uma transformação linear de um campo de vetores em um outro campo vetorial,  ou seja, a cada ponto do espaço onde definimos o rotacional ele será dado por um vetor. Seu significado é empregado em diversos ramos da ciência, como eletromagnetismo e mecânica dos fluidos.
Campos vetoriais nos quais o rotacional é diferente de zero, são ditos campos de vórtice (vortex, em latim). Portanto, o campo de velocidades de um corpo em rotação é um campo de vórtice e o rotacional de um campo pode ser interpretado como uma "medida" da capacidade de giro deste campo.
Se o campo vetorial representa o campo de velocidades de um fluido, então o rotacional representará a circulação de um volume infinitesimal deste fluido por uma superfície. Neste caso, o módulo deste rotacional neste ponto dará o quanto a velocidade deste fluido gira e a direção deste rotacional será a da normal à superfície do giro, obedecendo-se a regra da mão direita. 
Um campo vetorial cujo rotacional é zero é chamado de irrotacional. Os campos vetoriais conservativos, como aqueles dados pela Lei da Gravitação Universal e pela Lei de Coulomb, são campos irrotacionais; em outras palavras, nada girará sob a ação exclusiva destes campos. 

## Interpretação Intuitiva
Suponha que o campo vetorial descreve o campo de velocidade de um fluxo de fluido (como um grande tanque de líquido ou gás ) e uma pequena esfera está localizada dentro do fluido ou gás (o centro da esfera sendo fixado em um determinado ponto). Se a esfera tiver uma superfície áspera, o fluido que passa por ela a fará girar. O eixo de rotação (orientado de acordo com a regra da mão direita) aponta na direção da onda do campo no centro da esfera, e a velocidade angular da rotação é a metade da magnitude do rotacional neste ponto.
A curvatura do vetor em qualquer ponto é dada pela rotação de uma área infinitesimal no plano xy (para componente do eixo z da curvatura), plano zx (para componente do eixo y da curvatura) e plano yz (para o componente do eixo x da curvatura).

## Coordenadas cartesianas
Dado um campo vetorial {\displaystyle F(x,y,z)=(F_{x}(x,y,z),F_{y}(x,y,z),F_{z}(x,y,z))}, seu rotacional será :
{\displaystyle {\vec {\nabla }}\times F(x,y,z)={\begin{bmatrix}{\frac {\partial F_{z}}{\partial y}}-{\frac {\partial F_{y}}{\partial z}}\\\\{\frac {\partial F_{x}}{\partial z}}-{\frac {\partial F_{z}}{\partial x}}\\\\{\frac {\partial F_{y}}{\partial x}}-{\frac {\partial F_{x}}{\partial y}}\end{bmatrix}}}
Outra forma de apresentar o vetor rotacional é através de um produto vetorial, calculável através da seguinte mnemônica:
{\displaystyle {\vec {\nabla }}\times {\vec {F}}=\left|{\begin{matrix}{\vec {i}}&{\vec {j}}&{\vec {k}}\\&&\\{\frac {\partial }{\partial x}}&{\frac {\partial }{\partial y}}&{\frac {\partial }{\partial z}}\\&&\\F_{x}&F_{y}&F_{z}\end{matrix}}\right|}
Ou, ainda, em sua forma expandida:
```
 

  

    

      

        

          

            

              
∇

              
→

            

          

        

        
×

        

          

            

              
F

              
→

            

          

        

        
=

        

          

            
(

          

        

        

          

            
∂

            

              
∂

              
y

            

          

        

        

          
F

          

            
z

          

        

        
−

        

          

            
∂

            

              
∂

              
z

            

          

        

        

          
F

          

            
y

          

        

        

          

            
)

          

        

        

          

            

              
i

              
^

            

          

        

        
 

        
+

        

          

            
(

          

        

        

          

            
∂

            

              
∂

              
z

            

          

        

        

          
F

          

            
x

          

        

        
−

        

          

            
∂

            

              
∂

              
x

            

          

        

        

          
F

          

            
z

          

        

        

          

            
)

          

        

        

          

            

              
j

              
^

            

          

        

        
 

        
+

        

          

            
(

          

        

        

          

            
∂

            

              
∂

              
x

            

          

        

        

          
F

          

            
y

          

        

        
−

        

          

            
∂

            

              
∂

              
y

            

          

        

        

          
F

          

            
x

          

        

        

          

            
)

          

        

        

          

            

              
k

              
^

            

          

        

      

    

    
{\displaystyle {\vec {\nabla }}\times {\vec {F}}={\biggl (}{\partial  \over \partial y}F_{z}-{\partial  \over \partial z}F_{y}{\biggr )}{\widehat {i}}\ +{\biggl (}{\partial  \over \partial z}F_{x}-{\partial  \over \partial x}F_{z}{\biggr )}{\widehat {j}}\ +{\biggl (}{\partial  \over \partial x}F_{y}-{\partial  \over \partial y}F_{x}{\biggr )}{\widehat {k}}}

  

```

Essas formas de apresentar o Rotacional de uma função valem apenas para funções vetoriais escritas em coordenadas retangulares.

## Coordenadas cilíndricas
{\displaystyle {\vec {\nabla }}\times {\vec {F}}={\frac {1}{\rho }}\left|{\begin{matrix}{\vec {\rho }}&\rho {\vec {\phi }}&{\vec {z}}\\&&\\{\frac {\partial }{\partial \rho }}&{\frac {\partial }{\partial \phi }}&{\frac {\partial }{\partial z}}\\&&\\F_{\rho }&\rho F_{\phi }&F_{z}\end{matrix}}\right|}

## Coordenadas esféricas
{\displaystyle {\vec {\nabla }}\times {\vec {F}}={\frac {1}{r^{2}sen\theta }}\left|{\begin{matrix}{\vec {r}}&rsen\theta {\vec {\phi }}&r{\vec {\theta }}\\&&\\{\frac {\partial }{\partial r}}&{\frac {\partial }{\partial \phi }}&{\frac {\partial }{\partial \theta }}\\&&\\F_{r}&rsen\theta F_{\phi }&rF_{\theta }\end{matrix}}\right|}

## Representação do Rotacional

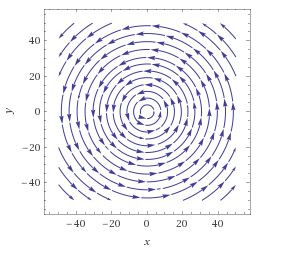
Representação do Campo Vetorial F(x,y)= -yi +xj

Como já dito, o rotacional pode ter sua representação física relacionada à capacidade de giro que uma parte infinitesimal de um campo vetorial apresenta. Apesar disso, sua visualização pode ser muito difícil, então, para auxiliar, deve-se imaginar um campo vetorial qualquer, tomando como exemplo a função F(x,y)= -yi +xj . Dado o campo vetorial, pode-se imaginar ele como sendo a representação de um recipiente com água que está escoando para seu centro, como se tivesse um ralo de saída. Apesar da imagem ser ilustrativa, as flechas indicam o sentido e a intensidade do movimento da água.

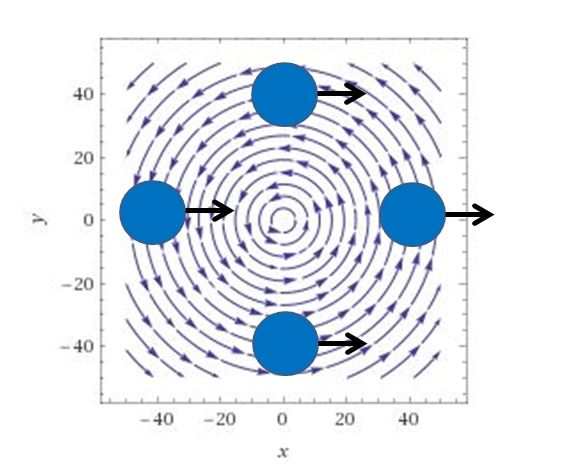
Disco colocado em um campo vetorial

Então é colocado um disco dentro da água, e este disco tem um "Norte", que consiste no seu sentido de orientação. Ao ser colocado dentro do campo vetorial, o disco começa a se movimentar de forma circular, acompanhando o deslocamento da água, mas sem mudar seu sentido e direção de orientação original, isto é, mantendo seu "Norte" apontado para a mesma direção. Este campo é dado como irrotacional, em função do disco não mudar a posição em relação a seu próprio eixo. 
Agora imagine que outro disco é colocado dentro da água, só que desta vez, o centro do disco começa a se movimentar e girar no seu próprio eixo, isto é, ao longo do seu movimento, seu "Norte" muda de sentido e direção. Esta capacidade do disco de girar ao longo do movimento pode ser interpretada como o rotacional do campo vetorial.
O rotacional pode ser obtido através da regra da mão direita, em que se posicionam os 4 dedos acompanhando o movimento de giro do disco, e por consequência, o polegar acaba apontando na direção do rotacional. No caso do disco, utilizando a regra, conclui-se que o rotacional está apontando para o eixo k positivo, isto é, para fora da tela. 

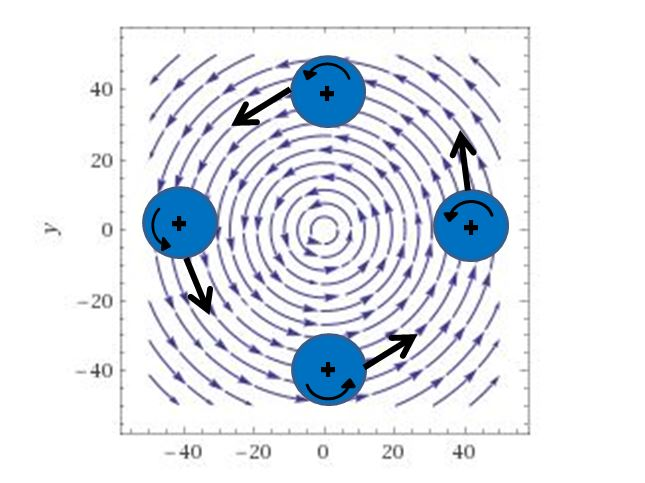
Representação física do Rotacional

Para o campo F(x,y) dado, tem-se o rotacional:
{\displaystyle {\vec {\nabla }}\times {\vec {F}}=\left|{\begin{matrix}{\vec {i}}&{\vec {j}}&{\vec {k}}\\&&\\{\frac {\partial }{\partial x}}&{\frac {\partial }{\partial y}}&{\frac {\partial }{\partial z}}\\&&\\-y&x&0\end{matrix}}\right|}
Calculando-se então o determinante, chega-se à expressão:
{\displaystyle det=\left({\frac {\partial }{\partial y}}\cdot 0-{\frac {\partial }{\partial z}}\cdot x\right){\hat {i}}+\left({\frac {\partial }{\partial z}}\cdot (-y)-{\frac {\partial }{\partial x}}\cdot 0\right){\hat {j}}+\left({\frac {\partial }{\partial x}}\cdot x-{\frac {\partial }{\partial y}}\cdot (-y)\right){\hat {k}}}
Calculando as derivadas, tem-se então:
{\displaystyle det=(0-0){\hat {i}}+(0-0){\hat {j}}+(1+1){\hat {k}}}
Por fim, o rotacional deste campo resulta no vetor {\displaystyle {\vec {\nabla }}\times {\vec {F}}=(0){\hat {i}}+(0){\hat {j}}+(2){\hat {k}}}, o que confirma a regra da mão direita utilizada para verificar a direção do vetor, resultando no sentido positivo.

## Identidades
Sejam as funções vetoriais diferenciáveis {\displaystyle {\vec {F}}}= {\displaystyle {\vec {F}}(x,y,z)} e {\displaystyle {\vec {G}}}= {\displaystyle {\vec {G}}(x,y,z)}, e as funções escalares diferenciáveis {\displaystyle f=f(x,y,z)} e {\displaystyle g=g(x,y,z)}, pode-se obter algumas identidades matemáticas do Rotacional: 
1. {\displaystyle {\vec {\nabla }}\times ({\vec {F}}+{\vec {G}})={\vec {\nabla }}\times {\vec {F}}+{\vec {\nabla }}\times {\vec {G}}}
2. {\displaystyle {\vec {\nabla }}\times (f{\vec {F}})=({\vec {\nabla }}f)\times {\vec {F}}+f*({\vec {\nabla }}\times {\vec {F}})}
3. {\displaystyle {\vec {\nabla }}\times ({\vec {\nabla }}f)={\vec {0}}}
4. {\displaystyle {\vec {\nabla }}*({\vec {\nabla }}\times {\vec {F}})=0}
5. {\displaystyle {\vec {\nabla }}\times ({\vec {\nabla }}\times {\vec {F}})={\vec {\nabla }}({\vec {\nabla }}*{\vec {F}})-{\vec {\nabla }}^{2}{\vec {F}}}
6. {\displaystyle {\vec {\nabla }}\times ({\vec {F}}\times {\vec {G}})=({\vec {G}}*{\vec {\nabla }}){\vec {F}}-{\vec {G}}({\vec {\nabla }}*{\vec {F}})-({\vec {F}}*{\vec {\nabla }}){\vec {G}}+{\vec {F}}({\vec {\nabla }}*{\vec {G}})}

Na identidade 1 pode-se constatar que o rotacional da soma é a soma dos rotacionais. Pode-se também constatar que o divergente de um rotacional é zero (escalar), na identidade 4. Uma identidade muito útil e importante no estudo de campos rotacionais é a identidade 3, em que está sendo afirmado basicamente que o rotacional de um campo gradiente, ou campo conservativo, resulta no vetor nulo, isto é, não apresenta possibilidade de giro. Esta identidade é de extrema importância, pois demonstra que todos os campos conservativos são irrotacionais.

## Rotacional geometricamente
Dois vetores correspondem à potência exterior Λ2V ; na presença de um produto interno, em coordenadas são as matrizes assimétricas, que são geometricamente consideradas como a álgebra de Lie ortogonal especial {\displaystyle {\mathfrak {so}}}(V) de rotações infinitesimais. Isso tem (n
2) = ⁠1/2⁠n(n − 1) dimensões, e permite interpretar o diferencial de um campo vetorial como as suas rotações infinitesimais. Apenas em 3 dimensões (ou trivialmente em 0 dimensões) faz n = ⁠1/2⁠n(n − 1), que é o caso mais elegante e comum. Em 2 dimensões, o rotacional de um campo vetorial não é um campo vetorial, mas uma função, já que as rotações bidimensionais são dadas por um ângulo (um escalar - uma orientação é necessária para escolher se se conta as rotações no sentido horário ou anti-horário como positivas); este não é o divergente, mas sim perpendicular a ele. Em 3 dimensões, o rotacional de um campo vetorial é um campo vetorial, como é familiar (nas dimensões 1 e 0, o rotacional de um campo vetorial é 0, porque não há 2 vetores não triviais), enquanto em 4 dimensões o rotacional de um campo vetorial é, geometricamente, em cada ponto um elemento da álgebra de Lie 6-dimensional {\displaystyle {\mathfrak {so}}}(4) .
O rotacional de um campo vetorial tridimensional que só depende de 2 coordenadas (digamos x e y) é simplesmente um campo vetorial vertical (na direção z) cuja magnitude é a curvatura do campo de vetores bidimensionais. 
Considerar o rotacional como um campo de 2 vetores (um tensor antissimétrico) foi usado para generalizar o cálculo vetorial e a física associada a dimensões superiores. 